# EBSA International Play-Off
Das EBSA International Play-Off war ein Snookerturnier, das von der European Billiards and Snooker Association (EBSA) ausgetragen wurde.

## Geschichte
Das Turnier existierte zwischen 2006 und 2010 und wurde jeweils zusammen mit der EBSA-Snookereuropameisterschaft ausgetragen. Der Sieger wurde mit einem Platz auf der Profitour (Snooker Main Tour) belohnt.
Teilnahmeberechtigt waren nur Spieler, die nicht bereits auf der Snooker Main Tour spielten. Darüber hinaus war das Turnier nur für europäische Spieler, die nicht aus Großbritannien oder Irland stammen, zugänglich.
Nach 2010 wurde es gestrichen und durch andere Möglichkeiten zur Qualifikation für die Main Tour ersetzt.

## Sieger
| Jahr | Austragungsort      | Sieger          | Finalist       | Ergebnis |
| ---- | ------------------- | --------------- | -------------- | -------- |
| 2006 | Constanța, Rumänien | Roy Stolk       | Douglas Hogan  | 4:2      |
| 2007 | Carlow, Irland      | Kevin van Hove  | Roey Fernandez | 4:1      |
| 2008 | Lublin, Polen       | Stefan Mazrocis | Lennon Starkey | 4:2      |
| 2009 | Duffel, Belgien     | Tony Drago      | Roy Stolk      | 5:4      |
| 2010 | Bukarest, Rumänien  | Kurt Maflin     | Alex Borg      | 5:2      |